# Zalipie (Klein-Polen)
Zalipie is een dorp in de Poolse woiwodschap Klein-Polen. De plaats maakt deel uit van de gemeente Olesno (powiat dąbrowski) en telt 743 inwoners.

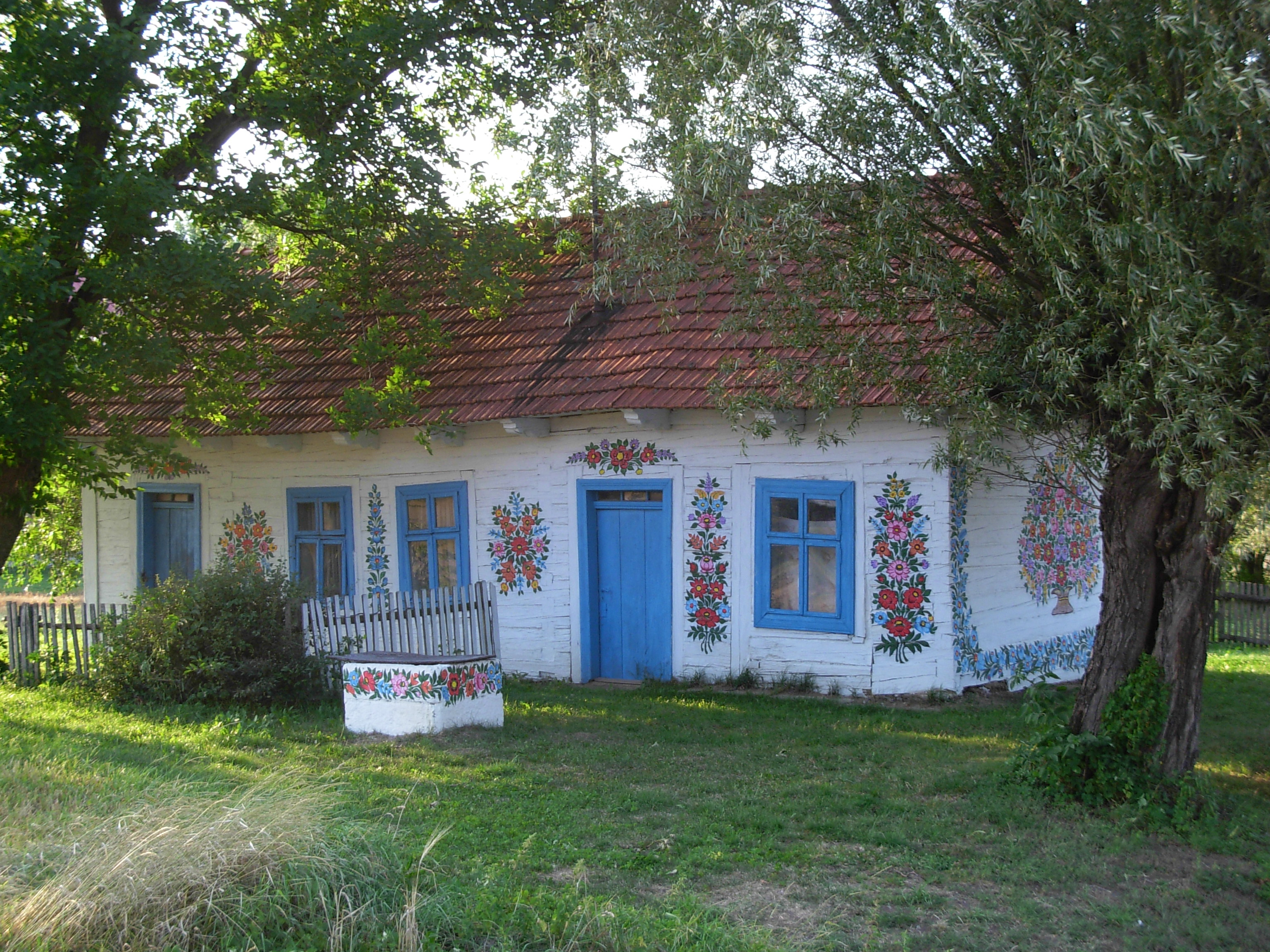
Huis in Zalipie